# Diana Sailplanes Diana 2
SZD-56 Diana je visokosposobno jadralno letalo razreda FAI 15 m. Zasnoval ga je Bogumił Bereś pri podjetju PZL-Bielsko. To podjetje je bankrotiralo preden je letalo vstopilo v serijsko proizvodnjo. Pravice za izdelavo je potem kupila Diana Sailplanes in ga preimenovala v Diana 2. 
Diana 2 ima srednje nameščeno kantilever krilo, T-rep in uvlačljivo glavno kolo. Struktura je grajena iz karbon-aramid-epoksi materialov. Pri proizvodnji so najverjetneje uporabljali CNC tehnologijo. Letalo lahko sprejme kar 240 kg vodnega balasta. Obremenitev krila ima velik razpon: od 28 pa do 58 kg/m².
Diana ima krmilno palico ob strani - side stick, kar je neobičajno pri jadralnih letalih. Najverjetneje so se za tako izvedbo odločili zaradi ozkega trupa.
S tem letalom je Sebastian Kawa 3x  zmagal na FAI World Grand Prix Championships (2005, 2007, 2010). Ostali piloti na Diani 2, ki so prav tako zmagali na World Championship so Janusz Centka in Stefano Ghiorzo.

## Specifikacije (Diana 2)
- Posadka: 1
- Kapaciteta vodnega balasta: 240 kg
- Dolžina: 6,88 m (22 ft 5 in)
- Razpon kril: 15,00 m (49 ft 2 in)
- Višina: 1,35 m (4 ft 43 in)
- Površina kril: 8,16 m2 (88 ft2)
- Vitkost krila: 27,57
- Prazna teža: 182 kg (401 lb)
- Gros teža: 500 kg (1100 lb)

- Maks. hitrost: 270 km/h (146 vozlov/170 mph)
- Hitrost izgube vzgona: 60 km/h (32,4 vozlov/ 37,2 mph)
- Jadralno število: > 50
- Hitrost padanja: 0,45 m/s (89 ft/min)